# Epistelsida
Epistelsida är den högra, oftast södra sidan i en kyrka där episteln brukar läsas. 
Traditionellt satt männen på denna sida och kvinnorna på den norra sidan i kyrkan. Seden med mans- och kvinnosida i kyrkan går tillbaka till fornkyrkan. Bland annat ansåg man att fridskyssen före kommunionen i mässan inte fick utväxlas mellan personer av olika kön, varför män och kvinnor skulle sitta åtskilda[källa behövs]. Bruket med mans- och kvinnosida i kyrkan blev en fast praxis i kyrkan som bestått genom medeltiden, reformationstiden och in i modern tid. En relikt av det är att brud och brudgum fortfarande går in i kyrkan på det som annars enligt sedvanan är "fel sida" om varandra och att de hela tiden i kyrkan befinner sig på det som uppfattas som rummets kvinno- respektive manssida.